# Chris-Carol Bremer
Chris-Carol Bremer (* 5. Januar 1971 in Hannover) ist ein ehemaliger deutscher Schwimmer. Er gehörte in den 1990er Jahren zu den weltbesten Athleten im Schmetterling-Schwimmstil; seine Spezialstrecke waren die 200 Meter. Bei den Weltmeisterschaften 1994 in Rom platzierte er sich unter den Top 3 der Welt. Außer einer Goldmedaille bei den Kurzbahneuropameisterschaften konnte er jedoch nie einen größeren internationalen Titel erringen. Während seiner aktiven Karriere war er über längere Zeit Athletensprecher des Deutschen Schwimm-Verbandes.

## Sportliche Laufbahn
Bremer begann seine schwimmerische Laufbahn in seinem Heimatort Seelze bei der SSG Nord-Calenberg, der er bis 1995 treu blieb. Bei den Olympischen Sommerspielen 1992 in Barcelona belegte er über 200 Meter Schmetterling den 9. Platz. Drei Jahre darauf und nach einem Wechsel zur SG Hamburg gewann er mit dem Schwimm-Weltcup die wichtigste internationale Serie von Wettbewerben auf der 25 Meter langen "Kurzbahn". Bei den Kurzbahnweltmeisterschaften 1993 und 1995 gewann er jeweils Bronze über seine Spezialstrecke. Bei den folgenden Olympischen Sommerspielen 1996 in Atlanta war Bremer Sprecher der deutschen Schwimmmannschaft, kam jedoch krankheitsbedingt nicht über einen 16. Platz über 200 Meter Schmetterling hinaus. Zu den Olympischen Sommerspielen 2000 in Sydney trat er nicht mehr aktiv an, fungierte allerdings als Kapitän des deutschen Schwimmolympiateams.

## Privatleben
Bremer kam als ältestes von vier Geschwistern zur Welt; sein Vater ist ehemaliger Leichtathlet. Zwischen 1990 und 1992 war er Sportsoldat an der Sportschule der Bundeswehr, bevor er auf der Grundlage eines Sportlerstipendiums ein zweijähriges Studium der Physiologie an der Michigan State University (MSU) in East Lansing aufnahm. Dort wurde er 1992 und 1993 in die Dean’s List – eine Kategorie für Studenten mit besonders guten Leistungen – aufgenommen. 1993 immatrikulierte er sich für Humanmedizin an der Medizinischen Hochschule Hannover. Nach einem Praxisjahr 1999/2000 am Laatzener Klinikum Agnes Karll (Innere Medizin, Chirurgie) und an der MSU (Orthopädie, Sportmedizin) schloss er das Studium 2000 ab. Im Folgejahr 2001 durchlief er am Institut Européen d’Administration des Affaires (INSEAD) in Singapur und Fontainebleau ein Programm zur Erlangung des Master of Business Administration. Im Jahr 2004 wurde Bremer an der Universität Hamburg bei Klaus-Michael Braumann mit einer Dissertation über die „Nutzung der Atemgasanalyse zur Bestimmung technischer und metabolischer Fähigkeiten bei Schwimmerinnen und Schwimmern im Leistungssport“ zum Dr. med. promoviert.
Seit 2002 arbeitet er für das Pharmazieunternehmen Grünenthal GmbH. Zunächst war er in der Deutschlandzentrale in Aachen als Projektleiter für Analgetika und strategisches Marketing, um das Jahr 2007 dann als Pain Business Unit Director der Niederlassung in Mexiko tätig. Seit August 2009 ist er Marketing Director in Deutschland.

## Ansichten über Doping
Von 1998 bis 2000 war Bremer Mitglied der gemeinsamen Anti-Doping-Kommission des Deutschen Sportbundes und der Nationalen Olympischen Komitees für Deutschland. In dieser Funktion war er wesentlich dafür verantwortlich, dass sich die deutsche Schwimmnationalmannschaft im Januar 1998 bereiterklärte, rückwirkend bis 1992 die Anonymisierung aller Dopingproben aufzuheben. Von den dann vorliegenden Testergebnissen sollten zusätzlich sogenannte Steroid-Profile erstellt werden, die aussagekräftiger sind als die einzelnen Dopingtests. Im Juni gleichen Jahres zeigte er sich jedoch enttäuscht, dass er beim Deutschen Schwimm-Verband kein Interesse bemerkte, die Initiative voranzutreiben. Ende der 1990er Jahre vertrat er zusammen mit seinem Kollegen Mark Warnecke die Annahme, dass im Schwimmsport weltweit flächendeckend gedopt werde und diese Machenschaften von Ärzten und Laboren vertuscht oder gar gefördert würden. Er äußerte im Oktober 1998:
„In den Taschen von Schwimmern findet man Testosteron und EPO. Es ist kein Geheimnis, dass Dopingkontrollen problemlos umgangen werden können. Das fatale Prinzip ist, dass versucht wird, knapp unter dem Quotienten sechs zu bleiben. Dies funktioniert, indem man regelmäßig kleine Dosen einnimmt oder Depot-Präparate gespritzt bekommt. Der Athlet wird vom Arzt so eingestellt, dass er knapp unter der Grenze bleibt. Die ganze Sache ist nur eine Frage des richtigen Timings. Es ist möglich, dass man abends die Pille schluckt und morgens, wenn der Kontrolleur kommt, ist nichts mehr nachweisbar. Was auffällt, sind nur die Pannen, wenn es einmal nicht geklappt hat Alle Leute schauen einfach weg.“
Zwei Jahre später sagte er auf die Frage, ob er seine Bemühungen wider die Dopingpraktiken eingestellt habe, dass ihm – da er keine handfesten Beweise vorlegen könne – nichts weiter übrig bleibe, als weiterhin offensiv für noch bessere Kontrollen zu kämpfen. Er wolle dem Schwimmsport keinesfalls schaden, indem er immer nur Behauptungen in den Raum stelle. Im August 2000 beklagte Bremer „Bei richtigem Timing kommt man an jeder Kontrolle vorbei.“ Im Vorfeld der Olympischen Sommerspiele 2000 in Sydney sorgten Äußerungen Bremers für erhebliche Spannungen zwischen den Schwimmteams Deutschlands und Australiens. Der medial viel beachtete Streit zog sich über etwas mehr als eine Woche und wurde von Boulevardmedien als „Schwimm-Krieg“ betitelt. Bremer hatte in einem Interview mit der Tageszeitung Die Welt, das am 8. Juli gedruckt wurde, darauf hingewiesen, dass Doping überproportionales Wachstum der Hände oder Füße zur Folge haben könnte. Die kritischen Sätze lauteten:
DIE WELT: „Sind es nur die schnellen Zeiten, die die Australier verdächtig machen?“
Bremer: „Man muss mal das Augenmerk auf körperliche Merkmale richten. Wenn – wie es den Australiern unterstellt wird – mit Wachstumshormonen hantiert wird, ist ein Symptom bei ausgewachsenen Athleten der Riesenwuchs. Das heißt Hände oder Füße sind übernatürlich groß.“
DIE WELT: „Weltrekordler Ian Thorpe hat Schuhgröße 51.“
Bremer: „Mehr sage ich nicht dazu. Die Leute sollten nur wissen, welche körperlichen Merkmale bestimmte Dopingmethoden hinterlassen. Und dann sollen sie sich ihr eigenes Urteil bilden.“
Unter anderem die meistgelesene australische Zeitung The Sun-Herald berichtete zwei Tage später auf ihrer Titelseite über die Äußerungen Bremers. Thorpes Manager David Flaskas wies darauf hin, dass die Vorwürfe absurd seien und er genug von den schmutzigen Taktiken der Deutschen habe. Seine markante Aussage „Ian mag zwar große Füsse haben, aber die Deutschen haben große Mäuler.“ wurde zum Schlagwort des Streits. Grant Hackett fragte in einem Exklusivbeitrag für den Sunday Telegraph provozierend „Du begreifst es einfach nicht, Chris Carol Bremer. Hallo? Bist Du hirntot oder was?“. Bremer selbst relativierte in einem Interview mit ebendieser Zeitung seine Aussagen; er habe nicht speziell Thorpe des Dopings beschuldigen wollen. Wenige Tage später entschuldigte er sich in einem persönlichen Brief an den damals 17-jährigen Australier und beschuldigte die australische Presse, seine Aussagen in einem falschen Zusammenhang wiedergegeben zu haben.
Heutzutage ist Bremer Beiratsmitglied der Doping-Opfer-Hilfe.